# فریتس فوکس
فریتز فاکس (انگلیسی: Fritz Fuchs؛ زادهٔ ۱۸ اکتبر ۱۹۴۳) بازیکن فوتبال اهل آلمان است.
از باشگاه‌هایی که در آن بازی کرده‌است می‌توان به باشگاه فوتبال کایزرسلاوترن اشاره کرد.